# خزه‌های سرگین
خزه‌های سرگین (نام علمی: Splachnaceae) نام یک تیره از رده رده دم‌اسبی است.